# Diego Fernández (constructor de claves)
Diego José Fernández Caparrós (26 de diciembre de 1703, Vera, Almería-15 de febrero de 1775) fue un constructor de claves cuyos clientes incluían a la reina María Bárbara de Braganza, que tenía al menos tres claves construidos por él, el infante Gabriel y la duquesa de Osuna.

## Biografía
Diego Fernández nació en Vera en 1703, siendo sus padres, Juan Fernández y María Caparrós Sala, y sus abuelos, oriundos también de dicha localidad. Nada se sabe de su aprendizaje, quien fuera su maestro o en que taller trabajó, pero en 1724 Diego Fernández se encontraba ya reparando y restaurando claves en la Casa Real. Fernández figura después, entre 1730 y 1740, como afinador de claves (templador) en las listas de músicos empleados para las Fiestas Reales. Más tarde, en 1747, Fernández obtuvo por decreto real un salario de 500 ducados (5500 reales) anuales para construir, reparar y hacerse cargo de todos los claves que existían o fueran necesarios en la Casa Real. Un segundo real decreto, de 8 de abril de 1755, le otorgara 200 ducados de vellón.
Hay constancia de su colaboración directa con Farinelli, ya que el biógrafo de éste, Giovenale Sacchi, cuenta que Farinelli le consultó acerca de la posibilidad de hacerse con un clave «di Registro», para la reina, y para el cual Domenico Scarlatti después compuso dos sonatas, la K.356 y la K.357.
Contemporáneo, asimismo, de Scarlatti, compositor y maestro de música para tecla de la reina Bárbara, a la vez que Fernández construía instrumentos para ella, ambos eran vecinos del mismo barrio de Madrid: mientras Fernández vivía en la plazuela de Antón Martín, Scarlatti vivía un tiempo en la calle de Atocha, que cruza la plaza.

## Instrumentos
Según el inventario realizado después de su muerte, la reina María Bárbara poseía doce clavicordios, de los cuales al menos tres habían sido construidos por Fernández.
- Un clavicordio de “pluma”, con 56 teclas y pedales, construido entre 1747 y 1756, según un diseño de Farinelli.
- Dos clavicordios de “pluma”, ambos con 61 teclas, construidos en 1757.

Había asimismo un cuarto clavicordio de “pluma", de 61 teclas, con toda seguridad construido por Fernández, como muy tarde, en 1749.
Entre 1758 y 1799, al menos 14 instrumentos construidos por Fernández fueron anunciados en el Diario de Madrid.
En 2010, con ocasión del Tenth International Symposium on Spanish Keyboard Music “Diego Fernández”, organizado por el Festival Internacional de Música de Tecla Española, el catedrático John Koster del National Music Museum en la University of South Dakota anunció en su discurso, “A Newly Discovered Harpsichord in the Ibero-Florentine Style”, que un clave perteneciente a la colección del Smithsonian Institute había sido, con toda probabilidad, construido por Fernández.